# Metacarp
Metacarpul este partea intermediară din scheletul mâinii, localizată între falange (oasele degetelor) și carp (format din oasele ce fac legătura cu antebrațul).
Metacarpul fiecărei mâini este format din cele cinci oase metacarpiene.